# Сакаиминато
Сакаиминато (јап. 境港市) град је у Јапану у префектури Тотори. Према попису становништва из 2016. у граду је живело 33.888 становника.

## Историја
Царским указом у јулу 1899. године основана је лука Сакаи за трговање са САД и Великом Британијом.
Сакаиминато је основан 1. априла, 1956. Био је предлог за спајање са Јонагом и других суседних општина, али је већина грађана гласала против тога, и Сакаиминато остао аутономан.

## Географија
Град се налази на северном крају Јумигахама полуострва, окружен јапанским морем на истоку, језером Накауми на западу и Сакаи каналом на северу, који такође чини границу са префектуром Префектура Шимане и њеног главног града Мацуе.
У 2008. години, Сакаиминато је имао око 35.710 становника и густином насељености од 1.240 становника на км². Укупна површина је 28,79 km².

## Становништво
Према подацима са пописа, у граду је 2016. године живело 33.888 становника.

## Економија
Поморска лука Сакаиминато има дугу историју као главна лука за регион Сан'ин. Након Другог светског рата град је био главни центар рибарства за цео западни Јапан. Сходно томе, прерада рибе је такође главна индустријска грана у граду.

## Саобраћај
Аеродром Јонаго је у Сакаиминато и најпрометнији је аеродром у префектури Тотори.
Сакаиминато је повезан са јапанском железничком мрежом од стране Сакаи линија као огранак, који пролази кроз станице Сакаиминато и Јонаго са Сан-ин главна линија.
Луку Сакаиминато корист компанија DBS Cruise ferry Eastern Dream, која повезује Јапан са градом Донхе из Јужне Кореје, и са Владивостоком, Русија.

## Галерија
- Град Сакаиминато.
- Ешима Охаши мост повезује Сакаиминато и Мацуе преко уског канала.